# Erich Eckert
Erich Eckert (* 23. Juni 1881 in Berlin; † nach 1949) war ein deutscher Autor und Regisseur unter anderem von Mysterien- und Festspielen.

## Leben
Bekannt wurde Erich Eckert, der zwischenzeitlich in Beckenried und in Meggen lebte, durch seine Autoren-, Regisseur- und Spielleitertätigkeiten im deutschen Sprachraum.

## Werke
- 1917: Mysterienspiel Ein deutsches Weihnachts-Mysterienspiel
- 1917: Mysterienspiel Das Heil der Welt und als Regisseur 1921 vor dem Portal von St. Viktor in Xanten inszeniert.
- 1917: Mysterienspiel Der Krieg und das Theater
- 1918: Mysterienspiel Zur Erntestund in Anlehnung an das Thüringische Spiels Von den klugen und törichten Jungfrauen
- 1920: Parabelspiel Der verlorene Sohn
- 1921: Legendenspiel St. Franziskus
- 1921: Mysterienspiel St. Franziskus: ein Legendenspiel in einem Vorspiel und vierzehn Szenen, Fest- u. Mysterienspiel-Gesellsch.
- 1924/1927: Mysterienspiel St. Viktor im Amphitheater Birten (Autor und Regisseur)
- 1925: Mysterienspiel St. Helena im Amphitheater Birten (Autor und Regisseur)[1]
- 1926: Weihespiel Die heilige Elisabeth (verlegt im Eigenverlag, 103 Seiten)
- 1928: Jedermann, 1949 als Bühnenfassung nach Hugo von Hofmannsthal unter der Regie von Anton Funke[2]
- 1934: Schill. Ein Spiel von Deutschlands Freiheitskampf[3]
- 1949: Der verlorene Sohn als Aufführung in der Freilichtbühne Herdringen e. V. (Regisseur Anton Funke (1894–1984)).